# Areca
Areca is een geslacht behorende tot de palmenfamilie (Palmae of Arecaceae). Het telt een vijftigtal palmen, die voorkomen op beschutte plaatsen in vochtige regenwouden in Zuidoost-Azië, van Maleisië tot de Salomonseilanden.
De bekendste soort is de betelpalm (Areca catechu), de leverancier van de betelnoot.
De vele soorten verschillen sterk in uitzicht :
- eenstammig of groeiend in bosjes
- laaggroeiend (bijna zonder stam) of groeiend tot een hoge boom
- de bladeren kunnen lang en regelmatig geveerd zijn, maar ook kort en bijna ongeveerd.

De vruchten zijn gewoonlijk geel, oranje of rood.
Enkele soorten noten, bekend door hun bittere en scherpe smaak, worden veel gebruikt om op te kauwen, in het bijzonder samen met tabak en kalk, ofwel met bladeren van de betelpeper (Piper betle) en limoen. Deze praktijk komt veel voor bij oudere mensen in Zuidoost-Azië. Het is ook de voornaamste oorzaak van mondkanker in dit gebied.

## Soorten
Lijst met aanvaarde namen
- Areca abdulrahmanii J.Dransf. (1980)
- Areca ahmadii J.Dransf. (1984)
- Areca andersonii J.Dransf. (1984)
- Areca arundinacea Becc. (1877)
- Areca brachypoda J.Dransf. (1984)
- Areca caliso Becc. (1919)
- Areca camarinensis Becc. (1919)
- Areca catechu L. (1753) : Betelpalm
- Areca celebica Burret (1933)
- Areca chaiana J.Dransf. (1984)
- Areca concinna Thwaites (1864)
- Areca congesta Becc. (1923)
- Areca costulata Becc. (1919)
- Areca dayung J.Dransf. (1980)
- Areca furcata Becc. (1877)
- Areca guppyana Becc. (1914)
- Areca hutchinsoniana Becc. (1919)
- Areca insignis (Becc.) J.Dransf. (1984)
  - Areca insignis var. insignis
  - Areca insignis var. moorei (J.Dransf.) J.Dransf. (1984)
- Areca ipot Becc. (1909)
- Areca jobiensis Becc. (1877)
- Areca jugahpunya J.Dransf. (1984)
- Areca kinabaluensis Furtado (1933)
- Areca klingkangensis J.Dransf. (1984)
- Areca laosensis Becc. (1910)
- Areca ledermanniana Becc. (1923)
- Areca macrocalyx Zipp. ex Blume (1839)
- Areca macrocarpa Becc. (1909)
- Areca minuta Scheff. (1876)
- Areca montana Ridl. (1907)
- Areca multifida Burret (1936)
- Areca nannospadix Burret (1931)
- Areca nigasolu Becc. (1914).
- Areca novohibernica (Lauterb.) Becc. (1914).
- Areca oxycarpa Miq. (1868)
- Areca parens Becc. (1919)
- Areca rechingeriana Becc. (1910)
- Areca rheophytica J.Dransf. (1984)
- Areca ridleyana Becc. ex Furtado (1933)
- Areca rostrata Burret (1935)
- Areca salomonensis Burret (1936)
- Areca subacaulis (Becc.) J.Dransf. (1984)
- Areca torulo Becc. (1914)
- Areca triandra Roxb. ex Buch.-Ham. (1826)
- Areca tunku J.Dransf. & C.K.Lim (1992)
- Areca vestiaria Giseke (1792)
- Areca vidaliana Becc. (1907)
- Areca warburgiana Becc. (1914)
- Areca whitfordii Becc. (1907)

... · 
Acanthophoenix · 
Acoelorrhaphe · 
Acrocomia · 
Actinokentia · 
Actinorhytis · 
Adonidia · 
Aiphanes · 
Allagoptera · 
Alloschmidia · 
Ammandra · 
Aphandra · 
Archontophoenix · 
Areca · 
Arenga · 
Asterogyne · 
Astrocaryum · 
Attalea · 
Balaka · 
Bactris · 
Barcella · 
Basselinia · 
Beccariophoenix · 
Bentinckia · 
Bismarckia · 
Borassodendron · 
Borassus · 
Brahea · 
Brassiophoenix · 
Brongniartikentia · 
Burretiokentia · 
Butia · 
Calamus · 
Calospatha · 
Calyptrocalyx · 
Calyptrogyne · 
Calyptronoma · 
Campecarpus · 
Carpentaria · 
Carpoxylon · 
Caryota · 
Ceratolobus · 
Ceroxylon · 
Chamaedorea · 
Chamaerops · 
Chambeyronia · 
Chelyocarpus · 
Chuniophoenix · 
Clinosperma · 
Clinostigma · 
Coccothrinax · 
Cocos · 
Colpothrinax · 
Copernicia · 
Corypha · 
Cryosophila · 
Cyphokentia · 
Cyphophoenix · 
Cyphosperma · 
Cyrtostachys · 
Daemonorops · 
Deckenia · 
Desmoncus · 
Dictyocaryum · 
Dictyosperma · 
Dransfieldia · 
Drymophloeus · 
Dypsis · 
Elaeis · 
Eleiodoxa · 
Eremospatha · 
Eugeissona · 
Euterpe · 
Euterpe · 
Gaussia · 
Guihaia · 
Hedyscepe · 
Hemithrinax · 
Heterospathe · 
Howea · 
Hydriastele · 
Hyophorbe · 
Hyospathe · 
Hyphaene · 
Iguanura · 
Iriartella · 
Itaya · 
Johannesteijsmannia · 
Juania · 
Jubaea · 
Jubaeopsis · 
Kentiopsis · 
Livistona · 
Lodoicea · 
Mauritia · 
Medemia · 
Metroxylon · 
Nannorrhops · 
Nypa · 
Phoenix · 
Raphia · 
Ravenea · 
Rhapis · 
Rhopalostylis · 
Roystonea · 
Sabal · 
Salacca · 
Serenoa · 
Syagrus · 
Tahina · 
Trachycarpus · 
Trithrinax · 
Washingtonia · 
Wodyetia · 
...